# Conteville (Calvados)
Conteville é uma ex-comuna francesa na região administrativa da Normandia, no departamento de Calvados. Estendeu-se por uma área de 4,14 km². Em 2010 a comuna tinha 103 habitantes (densidade: 24,9 hab./km²).
Em 1 de janeiro de 2017 foi fundida com as comunas de Airan, Billy, Fierville-Bray e Poussy-la-Campagne para a criação da nova comuna de Valambray.